# Arksjöberget
Arksjöberget är ett naturreservat i Dorotea kommun i Västerbottens län.

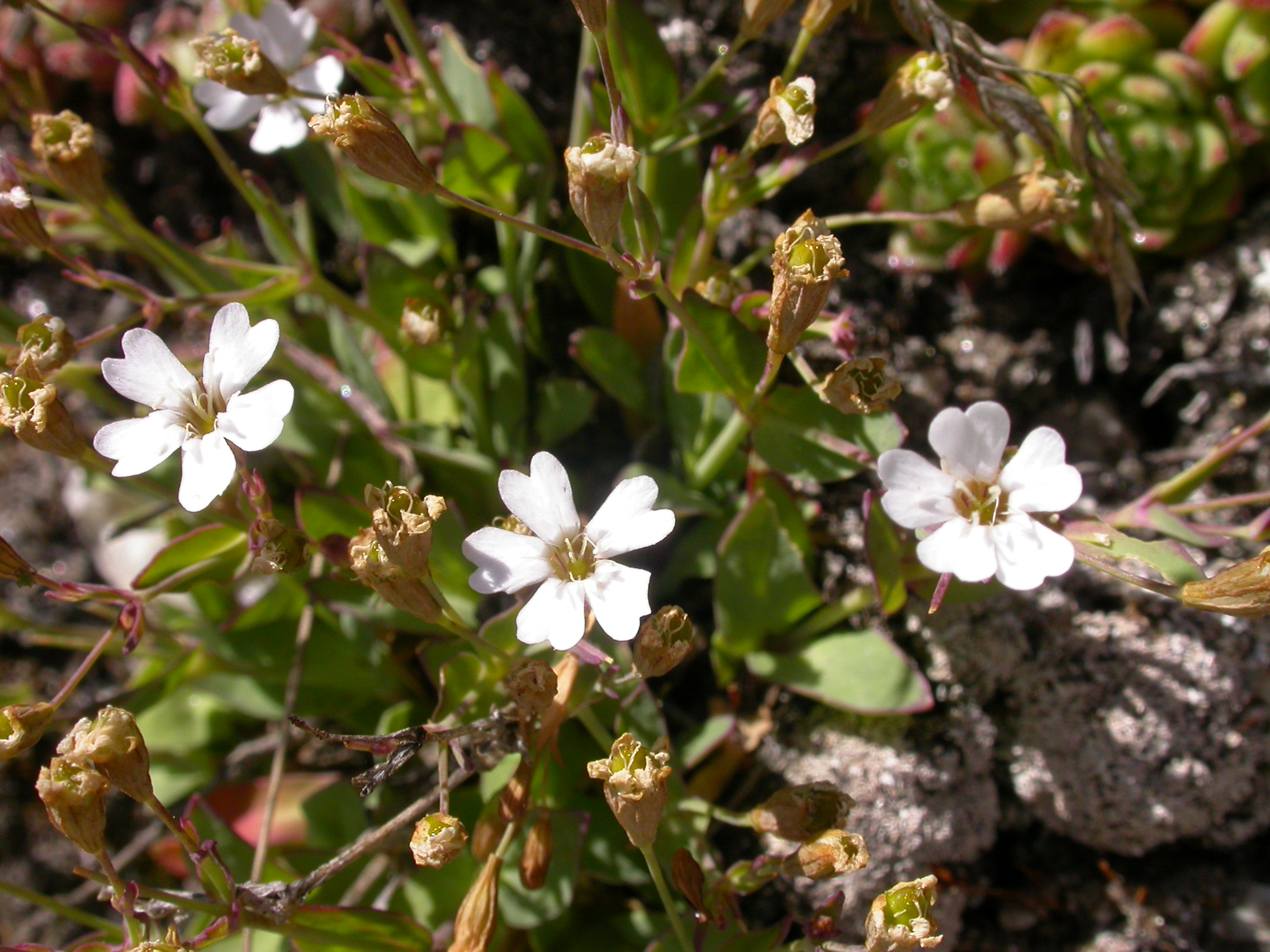
Bergglim

Områdets kalkrika alunskiffer har gett upphov till god växtlighet. Här växer arter som t.ex. bergglim, kanelros, smånunneört, klippbräcka, stinksyrsa, svartbräken, gaffelbräken, fjällhällebräken, sandnarv och svart trolldruva.
Bergsplatån är täckt av småmyrar och urskogsartad granskog.
Det bildades 1998/1999 och är 1 056 hektar stort. Det är beläget 6 mil nordväst om Dorotea.